# 니제르의 국기

니제르의 국기 비율 6:7

니제르의 국기는 1959년 독립과 함께 제정되었다.  주황색은 사하라 사막의 북부 지방을, 하얀색은 순수함을, 초록색은 니제르의 비옥한 남부 지방과 희망을, 주황색 원은 태양과 독립을 의미한다. 인도의 국기, 라오스의 국기와 모양이 비슷하다.

## 색상
| 색상 | 주황               | 하양                  | 초록                |
| ---- | ------------------ | --------------------- | ------------------- |
| RGB  | 224–82–6 (#E05206) | 255–255–255 (#FFFFFF) | 13–176–43 (#0DB02B) |

## 같이 보기
- 니제르의 국장